# Джон Катлер (яхтсмен)
Джон Катлер (англ. John Cutler, 8 червня 1962) — новозеландський яхтсмен.
Бронзовий призер Олімпійських Ігор 1988 року в класі Фінн.